# Каменные палатки озера Большие Аллаки
Каменные палатки озера Большие Аллаки — гранитные скалы-останцы на Среднем Урале, в Челябинской области, Россия. Скалы расположены на берегу озера Большие Аллаки, к северу от Челябинска и к югу от Екатеринбурга в 12 км от города Касли. Природный и археологический памятник, популярное место туризма.
Осенью 2010 года земля, на которой находятся каменные палатки, перешла в частные владения и теперь принадлежит жителю деревни Аллаки Дмитрию Крапивину. Тем не менее доступ к скалам пока остаётся свободным.

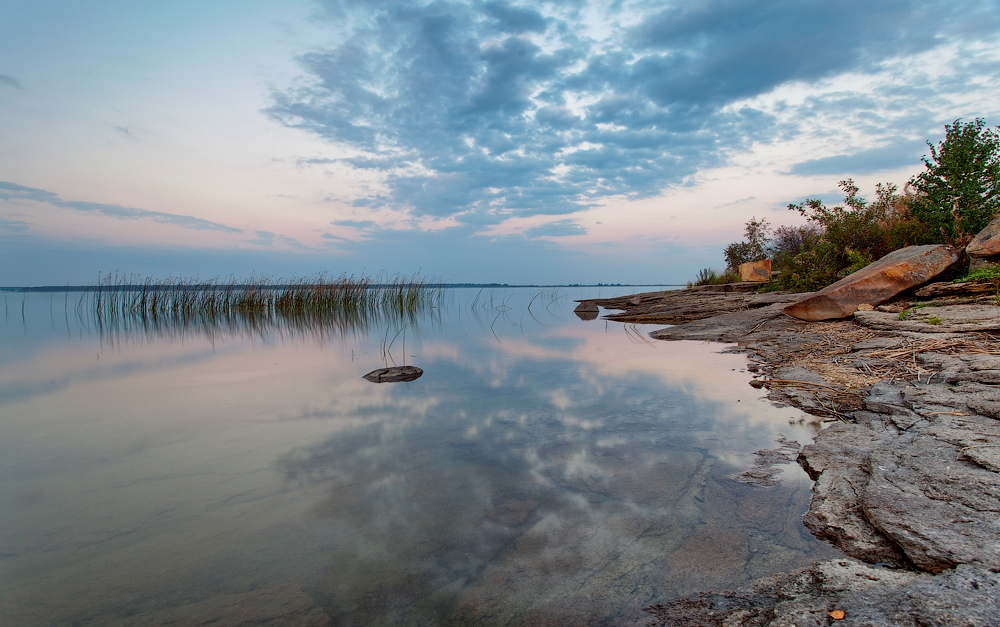
Озеро Большие Аллаки

## Описание
Каменные палатки расположены на юго-восточном и западном берегах озера Большие Аллаки. Самые крупные скалы называются Бей-Таш и Кинель-Таш, именуемые также. Высота каменных останцов достигает 10 м. Наиболее интересные скальные образования на юго-восточном берегу. Их называют Большие каменные палатки, жертвенник Аллаки. В этом месте скалы стоят примерно в 50 м от воды. Благодаря открытой, безлесной местности здесь они сильно выделяются и хорошо видны издалека. Всего в составе Аллакских каменных палаток насчитывается 14 скал, стоящих на небольшой возвышенности. Форма скал довольно причудливая. Одна из скал напоминает лицо человека с горбатым носом. Она называется Личина, находится на восточной поверхности скалы в северной группе скал. Контуры лица можно различить лишь при определённом боковом освещении. Другая скала похожа на сфинкса. В основном скалы плоские с матрацеобразным строением структуры, но самые высокие из них остроконечны. Также есть несколько скал конусообразной формы высотой в несколько метров. В конфигурации скал можно различить каменные чаши, сквозные отверстия и лунки.
Малые каменные палатки представляют собой невысокие немногочисленные матрацевидные гранитные глыбы, чаще всего нависающие над землёй. Среди Малых палаток также есть несколько глыб-утёсов высотой не более двух метров.

## Археологические открытия
На некоторых скалах нанесены наскальные рисунки. Этот археологический памятник был открыт и описан в 1914 году археологом Владимиром Яковлевичем Толмачевым. Он зарисовал все найденные им наскальные рисунки. Многие из них теперь утрачены, туристы замазали краской и закоптили большую часть древней живописи. Всего учёные обнаружили здесь на двух скалах три группы рисунков. Рисунки были сделаны на скалах охрой, большинство рисунков находятся под скальным козырьком, который защищал их от атмосферных осадков. Толщина линий 1-2 см. Много антропоморфных изображений (предположительно шаманов). Преобладают геометрические мотивы в виде сетки, гребней, ромбов и отдельных отрезков. Значение ряда рисунков однозначно интерпретировать не удалось.
Позднее, в 1969 году более подробно Большеаллакскую писаницу и расположенные рядом с ней памятники исследовал археолог В. Т. Петрин. В ходе раскопок было найдено много новых древних артефактов, в том числе изделия из хрусталя. Археологами было установлено, что на причудливых скалах близ озера в древности был жертвенник. По предположениям учёных здесь проводились регулярные жертвоприношения. На этих скалах было древнее святилище, возраст которого более 7 тысяч лет. Рядом со скалой были проведены археологические раскопки и обнаружено множество каменных и бронзовых наконечников стрел фрагменты керамики, гранитную плиту круглой формы, медное копье.
Наскальные рисунки были и на Малых каменных палатках, которые расположены на западном берегу. В настоящее время они полностью уничтожены. Ещё В. Т. Петрин в конце 1960-х годов отмечал, что из-за разводимых под скальным навесом костров скала сильно закоптилась. Сейчас от этих писаниц не осталось никаких следов.